# Vincent Cronin
Vincent Archibald Patrick Cronin, FRSL (* 24. Mai 1924 in Tredegar, Monmouthshire, damals England, heute Wales; † 25. Januar 2011 in Marbella, Andalusien, Spanien) war ein britischer Autor, der sich vorwiegend mit Themen der Geschichte und mit Biographien von geschichtlichen Persönlichkeiten befasste.

## Leben
Cronin wurde als Sohn des aus Schottland stammenden Mediziners und Autors Archibald Joseph Cronin geboren. Die Familie zog von Wales nach London, als er zwei Jahre alt war. Er besuchte das Ampleforth College, bevor er seine Studien zuerst an der Harvard University, danach an der Sorbonne aufnahm. Am Trinity College in Oxford schloss Cronin seine Studien in Alter Geschichte und in Philosophie ab. Im Zweiten Weltkrieg war er Leutnant der Britischen Armee.
Cronin war der erste Herausgeber der Reiseführerserie Companion Guides, ferner war er im Vorstand der Royal Society of Literature (RSL) der er als Fellow angehörte.
Cronin heiratete 1949 die französische Adlige Chantal de Rolland, mit der er fünf Kinder hatte. In der Folgezeit lebte die Familie jeweils für längere Zeit in London, Marbella, Dragey und in Avranches, Département Manche in der Region Normandie im Manoir de Brion. Cronin verstarb in seinem Haus in Marbella.

## Auszeichnungen
- Richard Hillary Award[1]
- 1955: W. H. Heinemann Award[2]
- 1958: Stipendium der Rockefeller Foundation[3]

## Veröffentlichungen (Auswahl)

### Als Autor
Biographien
- Four Women in Pursuit of an Ideal. Collins, London 1965 (über Karolina von Neapel, Marie d’Agoult, Ewelina Hańska,  Marie Bashkirtseff).[4]
  - deutsche Übersetzung: Abenteuer des Herzens. Vier Frauen der Romantik. Goverts, Stuttgart 1968.
- Louis XIV. Collins Harvill, London 1990, ISBN 0-00-272072-8 (EA London 1964). 
  - deutsche Übersetzung: Der Sonnenkönig. Fischer Taschenbuchverlag, Frankfurt/M. 1979, ISBN 3-596-21536-6.
- Napoleon. HarperCollins, London 1994, ISBN 0-00-637521-9 (EA London 1971). 
  - deutsche Übersetzung: Napoleon. Stratege und Staatsmann. 7. Aufl. Heyne, München 1995, ISBN 3-453-09047-0 (EA Hamburg 1973).
- Louis and Antoinette. Morrow, New York 1975, ISBN 0-688-00331-1.
- Louis XVI. und Marie Antoinette. Eine Biographie. List Taschenbuchverlag, Berlin 2005, ISBN 3-548-60591-5 (EA Düsseldorf 1975)
- Catherine. Empress of all the Russias. Collins Harvill, London 1989, ISBN 0-00-272035-3. 
  - deutsche Übersetzung: Katharina die Grosse. 3. Aufl. Piper Taschenbuchverlag, München 2010, ISBN 978-3-492-24831-0.
  - gekürzte Version: Wolfgang Amadeus Mozart. Nichts als Musik im Kopf. Verlag Das Beste, Stuttgart 2008, ISBN 978-3-89915-481-8 (Kurzfassung von Brigitte Hamann; Beigefügt: Katharina die Große).
- Nero. Stacey International, London 2010, ISBN 978-1-906768-14-0.
- Mary portrayed. Darton, Longman Todd, London 1968.
- The wise man from the west. Matteo Ricci and his mission to China. Fount Paperbacks, London 1984, ISBN 0-00-626749-1 (EA London 1955). 
  - deutsche Übersetzung: Der Jesuit als Mandarin. Goverts, Stuttgart 1959.
- Pearl to India. The life of Roberto de Nobili. Hart-Davis, London 1959.

Romane
- The letter after Z. Collins, London 1960.

Sachbücher
- The last migration. Hart-Davis, London 1957. 
  - deutsche Übersetzung: Der letzte Zug der schwarzen Zelte. Goverts, Stuttgart 1957.
- The View from Planet Earth. Man looks at the Cosmos. Collins, London 1981, ISBN 0-00-211397-X. 
  - deutsche Übersetzung: Die Säulen des Himmels. Die Weltbilder des Abendlandes. Heyne, München 1983, ISBN 3-453-01818-4.
- Paris on the Eve 1900–1914. Collins, London 1989, ISBN 0-00-217620-3 (EA London 1980). 
  - deutsche Übersetzung: Paris im Aufbruch. Kultur, Politik und Gesellschaft 1900–1914. List, München 1989, ISBN 3-471-77227-8.
- Paris. City of the light, 1919–1939. HarperCollins, London 1994, ISBN 0-00-215191-X.
- The flowering of the Renaissance. Folio Society, London 1992, ISBN 0-00-215411-0 (EA London 1969)
- Chile Rediscovered. In search of Eden. Stacey International, London 2009, ISBN 978-1-906768-02-7.
- The Golden Honeycomb. A Sicilian Quest. Dutton, New York 1954, ISBN 0-246-11125-9. 
  - deutsche Übersetzung: Die goldene Wabe Sizilien. Scherz & Goverts, Stuttgart 1956.
- A Concise History of Italy. Cassell, London 1973, ISBN 0-304-29236-2.

### Als Herausgeber
- Innovation in contemporary literature (Essays by divers hands; Bd. 40). RSL, London 1979, ISBN 0-85115-119-1.
- A calendar of Saints. London 1963 und Newman Press, Westminster, Maryland 1963.
- The Companion Guide to Paris. Fontana Books, London 1975, ISBN 0-00-613765-2.
- The Sunday Times Travel and Holiday Guide. Nelson, London 1966.
- William H. Murray: The Companion Guide to the West Highlands of Scotland. 5. Aufl. Collins, London 1973, ISBN 0-00-211135-7 (EA London 1969).
- Errol Brathwaite: The Companion Guide to the North Island of New Zealand. Collins, London 1974.
- Eve Borsook: The Companion Guide to Florence. Companion Guides Publ., Woodbridge 1997, ISBN 1-900639-19-X.

### Als Übersetzer
- Alfred Kerr: L'amour profane. London 1963.
- Jean Daniélou/Henri Marrou: The Christian Centuries. A new history of the Catholic Church, Bd. 1: The first 600 years. London 1964, ISBN 0-232-35604-1.
- Valéry Giscard d’Estaing: Towards to a new democracy. London 1977.